# Éric Establie
Éric Establie, né le 30 septembre 1964 à Neuilly-sur-Seine et mort le 3 octobre 2010 près de Labastide-de-Virac, est un spéléologue, hydrogéologue et scaphandrier professionnel et chef d'entreprise français.
Il dirigeait une entreprise spécialisée dans les travaux maritimes et sous-marins de Cannes,,.

## Activités spéléologiques
Éric Establie était licencié au spéléo-club de Saint-Vallier-de-Thiey.
Explorateur de cavités non cartographiées, il reprit notamment l'exploration le 28 novembre 2009 de la source du Platane dans les gorges de l'Ardèche ou explora les grottes de la Mescla dans les gorges du Var,.
Reconnu comme sauveteur hors pair avec plus de vingt ans de pratique, d'un très bon sang-froid et mental et comme l'un des meilleurs plongeurs spéléos au monde,, il fut membre volontaire du Spéléo Secours français de 2006 à sa mort. Dans ce cadre, il participa à la recherche d'un plongeur en 2009 dans la grotte du Ressel dans le Lot,.
Parti réaliser un relevé topographique d'une grotte de la dragonnière de Gaud, le 3 octobre 2010, dans les gorges de l'Ardèche près de Labastide-de-Virac, des éboulis le bloquent dans la cavité. 
Après une vaine tentative de secours d'une semaine sur la base d'une possible poche d'air dans laquelle il aurait pu trouver refuge, il est finalement retrouvé noyé,. D'après son ordinateur de bord, il est mort noyé dès le premier jour de sa plongée. 
Malgré plusieurs semaines d'efforts, les spéléologues ne parviennent pas à sortir son corps de la grotte, et la Fédération française de spéléologie annonce la fin des opérations de recherche le 8 janvier 2011.